# Simpatomimetički lek
Simpatomimetički lek oponaša dejstvo neurotransmitera simpatičkog nervnog sistema kao što su kateholamini, epinefrin (adrenalin), norepinefrin (noradrenalin), dopamin, etc. Takvi lekovi se koriste za tretiranje srčanog zastoja i za nizak krvni pritisak. Oni imaju uticaja i na prevremeni porođaj, kao i na niz drugih efekata.
Ovi lekovi deluju kao postganglioni simpatički terminal, bilo direktno aktivirajući postsinaptičke receptore, blokirajući razlaganje i ponovno preuzimanje, ili stimulišući produkciju i otpuštanje kateholamina.

## Spoljašnje veze
- Amines,+Sympathomimetic на 
- Sympathomimetic+amine у речнику
- Sympathomimetic у речнику